# Bailliage de Lugano
1512–1798
Entités suivantes :
- Canton de Lugano

Le bailliage de Lugano est un des bailliages communs des XIII cantons, à l'exception d'Appenzell, situé dans l'actuel canton du Tessin.

## Histoire
Le bailliage est créé en 1512. En 1798, le bailliage rejoint le nouveau canton de Lugano.

## Baillis
Le bailli est nommé pour deux ans.